# 마도의 향불
"마도의 향불"은 1958년 공개된 대한민국의 영화이다.

## 배역
- 최무룡
- 주증녀
- 석금성
- 김을백
- 김승호
- 안나영
- 강계식
- 이병희
- 김희갑
- 장훈
- 조향숙